# Овчинникова Олена Сергіївна
Оле́на Сергі́ївна Овчи́нникова (нар. 22 квітня 1987, Одеса) — українська спортсменка, професійна кікбоксерка, спеціалістка зі змішаних бойових мистецтв, 14-разова чемпіонка світу з тайського боксу.
Чемпіонка Європи зі змішаних бойових мистецтв у найлегшій ваговій категорії за версією ISKA (2009 рік).
Чемпіонка світу з кікбоксингу за версією WKA (2008, 2010 роки) та ISKA (2009, 2010 роки).
Чемпіонка Європи з кікбоксингу та тайського боксу за версією ISKA (2007 рік).
Чемпіонка світу серед професіоналів з кікбоксингу за версією  WKF (2010, 2016 роки). 
Чемпіонка світу з тайландського боксу муей-тай за найпрестижнішою версією WBC muaythai у ваговій категорії до 115 фунтів (2014 рік) та WMC-D1 у ваговій категорії 54 кг. (2015 рік)
Майстер спорту міжнародного класу з кікбоксингу (2011 рік).
Майстер спорту України з тайландського боксу муай-тай.
У 2016 році підписала контракт з американським промоушеном Bellator. Дебютний бій відбувся 26 лютого в головній карті турніру «Bellator 150» проти Ребеки Рут. Одностайним рішенням суддів перемогу відали Ребеці Рут.
Другий бій в Bellator пройшов 10 листопада. Впродовж всього бою Олена домінувала, і заслужено перемогла за одностайним рішенням суддів 30:27.
Третій бій в Bellator відбувся 14 квітня 2017 року у м. Будапешт (Угорщина) проти представника Англії Хелен Харпер. Була здобута впевнена перемога в другому раунді (відмова секундантів).
Четвертий бій в Bellator відбувся 9 грудня 2017 року у м. Флоренція (Італія) та закінчився поразкою у третьому раунді (задушливий прийом).

## Освіта
- Дніпродзержинський коледж фізичної культури.[1]
- Львівський державний університет фізичної культури.[1]

## Статистика в змішаних бойових мистецтвах (MMA)
| Результат   | Рекорд | Противник         | Спосіб                                 | Раунд | Час  | Дата              | Місце               | Подія                         |
| ----------- | ------ | ----------------- | -------------------------------------- | ----- | ---- | ----------------- | ------------------- | ----------------------------- |
| Поразка     | 12-5   | Алехандра Лара    | Підкорення (задушення руками)          | 3     | 4:15 | 9 грудня 2017     | Флоренція, Італія   | Bellator 190                  |
| Перемога    | 12-4   | Хелен Харпер      | Технічний нокаут (відмова секундантів) | 2     | 5:00 | 14 квітня 2017    | Будапешт, Угорщина  | Bellator 177                  |
| Перемога    | 11-4   | Карла Бенітез     | Рішення суддів (одностайне)            | 3     | 5:00 | 10 листопада 2016 | Тель-Авів, Ізраїль  | Bellator 164                  |
| не відбувся | 10-4   | Мара Борелла      | згідно рішення WFMMA (не відбувся)     | 3     | 5:00 | 15 травня 2016    | Львів, Україна      |                               |
| Поразка     | 10-4   | Ребекка Рут       | Рішення суддів (одностайне)            | 3     | 5:00 | 26 лютого 2016    | Канзас, США         | Bellator 150                  |
| Перемога    | 10-3   | Світлана Гоцик    | Підкорення (задушення руками)          | 3     | 3:40 | 18 жовтня 2014    | Львів, Україна      | Турнір «WMMAF», День 3        |
| Поразка     | 9-3    | Лілія Казак       | Технічний нокаут (удари кулаками)      | 2     | 0:21 | 14 грудня 2013    | Харків, Україна     | «Чемпионат СССР, 18-й тур»    |
| Перемога    | 9-2    | Фатья Мостафа     | Підкорення (задушення руками)          | 1     | 3:36 | 26 квітня 2013    | Мумбаї, Індія       | Турнір «SFL 16»               |
| Поразка     | 8-2    | Джоан Келдервуд   | Рішення суддів (одностайне)            | 3     | 5:00 | 6 травня 2012     | Нью-Делі, Індія     | Турнір «SFL 3»                |
| Поразка     | 8-1    | Саня Сучевич      | Підкорення (задушення руками)          | 2     | 2:27 | 11 березня 2012   | Мумбаї, Індія       | Турнір «SFL 1»                |
| Перемога    | 8-0    | Євгенія Костіна   | Підкорення (больовий прийом на руку)   | 1     | 3:26 | 3 вересня 2011    | Маріуполь, Україна  | «Кубок Президента 2011»       |
| Перемога    | 7-0    | Людмила Пилипчак  | Підкорення (больовий прийом на руку)   | 3     | 1:01 | 19 серпня 2011    | Львів, Україна      | «Кубок Незалежності 2011»     |
| Перемога    | 6-0    | Ганна Смірнова    | Підкорення (больовий прийом на руку)   | 1     | 4:12 | 23 серпня 2009    | Трускавець, Україна | «Міжнародний гала-фестиваль»  |
| Перемога    | 5-0    | Аліна Премілоу    | Підкорення (больовий прийом на руку)   | 1     | 4:01 | 4 квітня 2009     | Відень, Австрія     | Турнір UCFC                   |
| Перемога    | 4-0    | Ольга Прибульська | Підкорення (больовий прийом на руку)   | 2     | 2:20 | 7 липня 2008      | Гомель, Білорусь    | «Міжнародний гала-фестиваль»  |
| Перемога    | 3-0    | Ольга Прибульська | Рішення суддів (одностайне)            | 3     | 5:00 | 12 квітня 2008    | Львів, Україна      | Турнір ISKA «Europe Cup 2008» |
| Перемога    | 2-0    | Ганна Зубрицька   | Підкорення (больовий прийом на руку)   | 3     | 4:50 | 14 вересня 2007   | Львів, Україна      | Турнір ISKA «Union Cup 2007»  |
| Перемога    | 1-0    | Світлана          | Рішення суддів (одностайне)            | 3     | 5:00 | 9 вересня 2006    | Київ, Україна       | «Міжнародний гала-фестиваль»  |